# Bothrops neuwiedi
Bothrops neuwiedi är en ormart som beskrevs av Wagler 1824. Bothrops neuwiedi ingår i släktet Bothrops och familjen huggormar.
Arten förekommer i östra Brasilien. Honor lägger inga ägg utan föder levande ungar.

## Underarter
Arten delas in i följande underarter:
- B. n. bolivianus
- B. n. diporus
- B. n. goyazensis
- B. n. lutzi
- B. n. matogrossensis
- B. n. meridionalis
- B. n. neuwiedi
- B. n. paranaensis
- B. n. pauloensis
- B. n. piauhyensis
- B. n. pubescens
- B. n. urutu